# Alfred Einstein

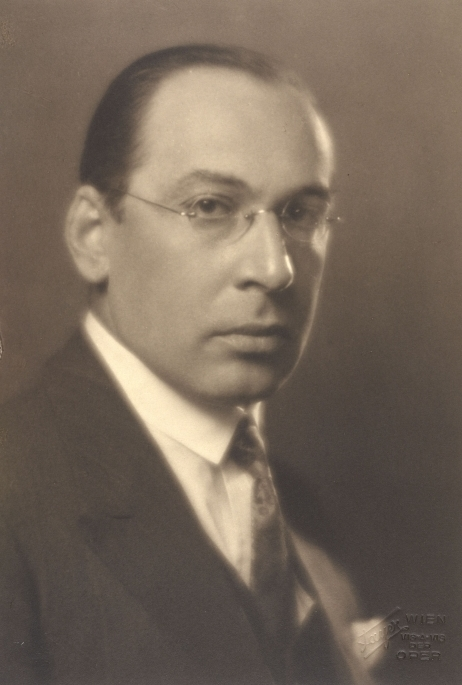
Alfred Einstein

Alfred Einstein (München, 30 december 1880 - El Cerrito (Californië), 13 februari 1952) was een belangrijk Duits-Amerikaanse musicoloog van joodse komaf.
Einstein stamde uit een koopmansfamilie uit München. Hij studeerde eerst rechten, om zich vervolgens geheel aan de muziekwetenschap te wijden. In 1903 promoveerde hij aan de universiteit van München op een dissertatie  over de viola da gamba in de  16e en 17e eeuw. 
Hij was in de verte verwant met de beroemde fysicus Albert Einstein (neven van de zesde graad).
Einstein publiceerde een groot aantal  boeken, waaronder biografieën van belangrijke componisten. Bovendien hielp hij een groot aantal werken van een groot aantal componisten voor publicatie klaar te maken. Hij was hoofdredacteur van het Zeitschrift für Musikwissenschaft, een functie die hij vervulde van 1918 tot aan zijn   emigratie in het jaar 1933. 
Alleen al zijn Mozart-biografie en zijn volledige nieuwe bewerking van het Köchel-Verzeichnis laten zien hoe belangrijk Einstein was voor de muziekwetenschap van de 20e eeuw.
Einstein verliet Duitsland in 1933. Allereerst emigreerde hij naar Engeland en Italië. In 1939 vestigde hij zich in de Verenigde Staten.
Einsteins betekenis gaat verder dan alleen die van musicoloog, want hij verstond de kunst om te schrijven op een manier die ook geïnteresseerde leken kan boeien. Daarom wordt hij nog steeds in vele muzikale naslagwerken geciteerd. Zijn biografieën en essays, die over het algemeen alleen nog maar antiquarisch verkrijgbaar zijn, kenmerken zich vaak door provocerende oordelen.
Zijn dochter Eva Einstein heeft na de dood van haar ouders de papieren van haar vader geordend en nagelaten aan de universiteit van Californië.

## Werken
- Zur deutschen Literatur für Viola da Gamba im 16. und 17. Jahrhundert. 1905. - 31 blz. München, Universitaire dissertatie, 1903. Volledig opgenomen in: Publikationen der Internationalen Musikgesellschaft. Beih. F. 2, H. 1
- Heinrich Schütz. - Kassel : Bärenreiter, 1928. - 39 blz. met partituurvoorbeelden.
- Mozart : Sein Charakter, sein Werk. - Stockholm : Bermann-Fischer, 1947. - 636 blz. : Ill.,met partituurvoorbeelden, laatstelijk uitgegeven door Fischer, 1991, Tb; als E-Book vrijelijk beschikbaar bij http://www.muwi.tu-berlin.de/wi/)
- Die Romantik in der Musik. - München : Liechtenstein-Verl., 1950. - 434 blz.; laatstelijk uitgegeven, Stuttgart :  Metzler, 1992.
- Schubert: Ein musikalisches Porträt. - Zürich. Pan-Verl., 1952. - 404 blz. Met partituurvoorbeelden.
- Geschichte der Musik : von den Anfängen bis zur Gegenwart. - Zürich : Pan-Verl., 1953. - 336 blz. : met talrijke partituurvoorbeelden.
- Gluck : Sein Leben - seine Werke. - Zürich ; Stuttgart : Pan-Verl., [1954]. - 315 blz. : Ill., met partituurvoorbeelden.
- Von Schütz bis Hindemith : Essays über Musik und Musiker. - Zürich ; Stuttgart : Pan-Verl., 1957. - 271 S. : Ill.,met partituurvoorbeelden.
- Nationale und universale Musik : neue Essays - Zürich/Stuttgart. Pan-Verl., 1958. - 274 blz. met partituurvoorbeelden. (Dit boek vormt het vervolg op: "Von Schütz bis Hindemith".)
- Chronologisch-thematisches Verzeichnis sämtlicher Tonwerke Wolfgang Amadé Mozarts : nebst Angabe der verlorengegangenen, angefangenen, übertragenen, zweifelhaften und unterschobenen Kompositionen. Von Ludwig Ritter von Köchel. - 4. Aufl. / in der Bearbeitung von Alfred Einstein. - Leipzig : Breitkopf & Härtel, 1937, reprint 1958. - XLIX, 984 blz. : overwegend partituurvoorbeelden.
- Hugo Riemanns Musik-Lexikon - Berlijn, 1919, 1922, 1929 (Max-Hesses Verlag).
- Das Neue Musik-Lexikon, Berlijn 1926.
- Größe in der Musik, dtv/Bärenreiter, 1980 (met een voorwoord van Carl Dahlhaus)